# Bestaansvlak

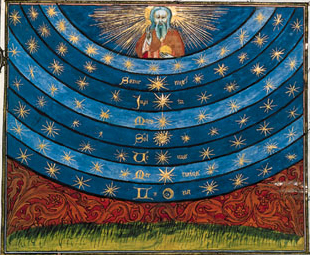
De astrale sferen werden in het verleden beschouwd als niveaus van engelenbestaan tussen hemel en aarde.

Een bestaansvlak wordt in de esoterische kosmologie opgevat als een subtiele staat, niveau of gebied van de werkelijkheid, waarbij elk vlak overeenkomt met een bepaald type, soort of categorie van zijn. De meeste esoterische leringen zijn het erover eens dat er zeven bestaansniveaus zijn, al geven veel verschillende occulte en metafysische scholen deze een andere terminologie. De zeven niveaus van bestaan zijn in grote lijnen gebaseerd op de leringen van Edgar Cayce.

## De zeven bestaansvlakken

### Fysieke vlak
Het fysieke vlak, de fysieke wereld of het fysieke universum verwijst naar de waarneembare werkelijkheid van ruimte en tijd, energie en materie.

### Astrale vlak
Het astrale vlak, de astrale wereld of het astrale rijk is de plaats waar het bewustzijn zich na de fysieke dood zou bevinden. Volgens de esoterische filosofie bezitten alle mensen een astraallichaam.

### Mentale vlak
Het mentale vlak of de wereld van het denken, verwijst naar het macrokosmische of universele vlak of de werkelijkheid die uitsluitend bestaat uit gedachten of geestesstof.

### Boeddhische vlak
Het boeddhische vlak wordt beschreven als een rijk van puur bewustzijn. Volgens de theosofie bestaat het boeddhische vlak om het boeddhische bewustzijn te ontwikkelen, wat zou inhouden dat men onzelfzuchtig wordt en alle problemen met het ego oplost.

### Spirituele vlak
Op het spirituele vlak zouden spirituele wezens leven die meer gevorderd zijn in ontwikkeling en status dan de gewone mens. Volgens de metafysische leer is het doel van het spirituele vlak om spirituele kennis en ervaring op te doen.

### Goddelijke vlak
Volgens sommige esoterische leringen worden alle zielen geboren op het goddelijke vlak en dalen zij vervolgens af via de lagere vlakken; de zielen zullen zich echter een weg terug banen naar het goddelijke vlak. Op het goddelijke niveau zouden zielen kunnen worden opengesteld voor bewuste communicatie met de goddelijke sfeer, die bekend staat als het Absolute, en kennis ontvangen over de aard van de werkelijkheid.

### Logoïsche vlak
Het logoïsche vlak is het hoogste niveau en is beschreven als een niveau van totale eenheid. Joshua David Stone beschrijft het vlak als volledige eenheid met God.

## Monadische vlak
Een achtste vlak zou het monadische vlak zijn, waarin de monade (ook wel de overziel genoemd) zou bestaan. Er wordt gezegd dat het vlak het hypervlak, continuüm of universum is, dat respectievelijk de grovere vlakken omsluit en doorsnijdt.

## Trivia
Vóór de Tweede Wereldoorlog werden alternatieve spirituele rijken door New Age-spiritualisten doorgaans "planes (of existence)" genoemd, of in het Nederlands: "(bestaans)vlakken". In de jaren 50 werd deze term geleidelijk vervangen door "dimensies".